# Donare de ovocite
Donarea de ovocite este un proces prin care o femeie donează ovule pentru a permite altei femei să conceapă un copil cu ajutorul tehnologiilor de reproducere umană asistată medical. Donarea de ovocite include, de obicei, tratamentul (tehnologia) de fertilizare in vitro cu ovocite donate fertilizate în laborator, mai rar, ovocitele nefertilizate pot fi congelate și stocate pentru o utilizare ulterioara. Donare de ovocite – este reproducere cu ajutorul materialului genetic de la a treia persoană, care face parte din tehnologia de reproducere asistată medical.

## Istoria
Primul copil născut cu ajutorul tratamentului de fertilizare in vitro cu ovocite donate a fost înregistrat în Australia în anul 1983. Pentru mii de cupluri, bărbați, femei infertile cât și femei singure tratamentul de fertilizare in vitro cu ovocite donate a devenit o soluție în lupta cu infertilitatea. Donare de ovocite și donare de embrioni a devenit similar cu alte donații, cum ar fi donare de sânge, organe. Această descoperire științifică a schimbat perspectivele pentru cei care au fost în imposibilitatea de a avea copii din cauza infertilității feminine și pentru femeile care prezinta un risc înalt de transmitere a bolilor genetice. Ovocitele de la donatoare sunt recoltate din ovare printr-o procedură chirurgicală și fertilizate în laborator, iar embrionul la stadia de blactocist este transferat în uterul mamei. În cazurile în care uterul femeii este absent sau imposibil de a duce o sarcină este necesar de folosit surogat gestațional (mama purtătoare). Adică se folosește materialul genetic al tatălui și materialul genetic al donatoarei.

## Indicația
Necesitatea pentru a recurge la ovocite donate poate apărea din diferite motive. Cuplurile infertile pot apela la donarea de ovocite atunci când femeia nu poate avea copii pe cale naturală, deoarece propriile ovule nu pot genera o sarcină viabilă sau șansele sunt atât de mici încât nu este recomandat FIV cu ovule proprii. Această situație este deseori întâlnită, dar nu se bazează întotdeauna pe vârstă reproductivă avansată. Acesta poate fi, de asemenea, din cauza debutul precoce a menopauzei care poate să apară încă la 20 de ani. În plus, unele femei se nasc fără ovare în timp ce organele de reproducere unei femei au fost deteriorate sau îndepărtate chirurgical din cauza bolii sau a altor circumstanțe. O altă indicație ar fi o tulburare genetică pe o parte a femeii care face infertilă sau ar fi periculos pentru orice urmaș, probleme care pot fi eludate prin utilizarea de ovule de la o altă femeie. Multe femei nu au nici una dintre aceste probleme, dar continuă fără succes tratamentul FIV folosind propriile lor ovule.
În SUA și Marea Britanie, în cazul în care se dorește (și în cazul în care donatorul de ovule este de acord), cuplul se pot întâlni și face cunoștință cu donatorul de ovocite, copiii ei și membri ai familiei. Cel mai adesea, donatorii de ovule sunt anonime sau semi-anonime (adică donatorul de ou poate furniza informații personale și medicale, fotografii cu ea și / sau membri ai familiei, precum și un e-mail. În unele țări, legea impune anonimatul (de exemplu, Franța, Spania, Republica Cehă). În Ucraina totul este anonim conform legislației.

## Țări

### Spania
Spania este altă țară cu legislație permisivă, având reglementări apropiate de cele din Anglia. În Spania donarea se face sub anonimat, copii concepuți astfel fiind ca și cei naturali. Este interzis surogatul, dar este permisă reproducerea post-mortem.

### Anglia
Anglia este unul din puținele state europene cu o legislație permisivă. Există legi speciale pentru surogat și RUAM, ultima fiind radical modificată în noiembrie 2008. Se permite accesul cuplurilor heterosexuale, cuplurilor de femei și femeilor singure. Se permite donarea de gameți și de embrioni, însă, prin noua lege din 2008, donarea nu mai este anonimă, existând dreptul copilului la cunoașterea originii. Pentru copii proveniți din tehnici cu donatori se impune prin lege trecerea în certificatul de naștere a mențiunii „cu donator”. Pentru cuplurile de femei s-a creat un sistem special de filiație (primul părinte și al doilea părinte). Mai mult, în școli nu mai este permisă folosirea cuvintelor de mamă și tată, ci doar cel de părinte, pentru a se evita discriminarea copiilor cu părinți de același sex. Sunt permise atât surogatul, cât și reproducerea post-mortem.

### Ucraina
În Ucraina reproducerea umană asistată medical este reglementată de "Codul Familiei al Ucrainei." În conformitate cu articolul 123 al Codului respectiv, în cazul procreării umane cu ajutorul mamei surogat prin FIV cu ovocitele donate și materialul genetic al tatălui biologic (soț), cuplu căsătorit este declarat părinți ai copilului. În acest caz concomitent cu documentul, care confirma nașterea unui copil de către mama surogat, se depune consimțământul ei legalizat la notar pentru înscrierea in certificatul de naștere cuplului căsătorit ca părinții copilului. În ceea ce privește donarea de ovocite, donatoarea semnează consimțământul pentru donarea voluntară și faptul, că n-o să pretindă la materialul genetic donat. Centrul de reproducere umană BioTexCom din Kiev oferă servicii de înaltă calitate. "Ordinul Ministerului Sănătății din Ucraina №787" pe 09.09.2013 descrie în detaliu aspectele non-juridice ale domeniului reproducerii umane asistate. Acestea includ indicații pentru maternitatea surogat și FIV cu ovocite donate, lista de investigații și teste medicale obligatorii, cerințele pentru mama surogat și donatoare de ovocite, reglementările, aspectele de confidențialitate ale acestor proceduri.

### Italia
Italia a adoptat legea în 2004, fiind foarte restrictivă. Sunt interzise tehnicile heterologe, nefiind admisă folosirea de material genetic care nu aparține cuplului. Accesul este permis doar cuplurilor heterosexuale. Copiilor născuți astfel, fiind rude de sânge cu părinții, li se aplică regulile de drept comun pentru stabilirea filiației, iar acțiunea în tăgada paternității este interzisă în acest caz.